# Esenbeckia oligantha
Esenbeckia oligantha är en vinruteväxtart som beskrevs av R.C. Kaastra. Esenbeckia oligantha ingår i släktet Esenbeckia och familjen vinruteväxter. Inga underarter finns listade i Catalogue of Life.